# Історія освоєння мінеральних ресурсів Нової Каледонії
Історія освоєння мінеральних ресурсів Нової Каледонії

## ХІХ століття
Пошуки золота на острові Нова Каледонія почалися в 50-і рр. XIX ст. в період «золотої лихоманки» в Австралії. У 1863 р. на р. Пуебо були знайдені крупинки золотого піску, а потім на лівому березі р. Діао відкрите золоторудне родовище Ферн-Гілл, яке експлуатувалося в 1870-х роках і за час експлуатації дало більше 200 кг золота. Пошуки золота тут же, в районі Уегоа, привели до відкриття руд інших кольорових металів. На півночі острова в 70-80-х рр. XIX ст. функціонувало декілька шахт з видобутку мідної руди і одна з видобутку руд срібла, свинцю та цинку (шахта «Меретріс»).
Головне багатство країни — запаси нікелевої руди, які були відкриті в 1865 р. французьким інженером Ж. Гарньє. Розробка родовищ почалася в 1874 р., коли Нова Каледонія пережила свого роду «нікелеву лихоманку». Спочатку експлуатувалися поклади східних (Тіо, Канала і інш.), а з 1890 р. — і західних берегів. Провідне місце у видобутку нікелю зайняло засноване в 1880 р. товариство «Le Nickel». Переробка руди до 1910 р. здійснювалася в Європі, тому спочатку експлуатувалися тільки поклади з найбільш високим вмістом нікелю. У 1884 р. нікелева промисловість переживала кризу, викликану зниженням попиту на нікель; але вже з 1890 р. почався підйом у зв'язку з використанням нікелю у виробництві сталі. В цей час країна стає найбільшим нікелевим продуцентом у світі (перекривала 70 % потреб світового ринку в нікелі). Нова криза вибухнула в 1894 р. після відкриття покладів багатих мідно-нікелевих руд в Канаді, після чого Нова Каледонія втратила свої провідні позиції у світі. У 1892 р. було отримано понад 4 тис. т металічного нікелю, в 1900 р. — близько 8 тис. т.
З 1875 р. по 1909 р. країна була першим і майже єдиним виробником кобальту, який добувався на західному березі острова кустарним способом. Кобальт експортували в Німеччину. Надалі видобуток його був припинений внаслідок конкуренції Канади і різкого падіння цін на нього. З 1876 р. в центральній і південній частинах країни добувалися хромові руди, перші розробки яких належали австралійцям. У 1900 р. було видобуто 13 тис. т, в 1907 р. — 90 тис. т руди. В цей час країна займала 1-е місце в світовому виробництві хрому і давала 25 % світової продукції.

## ХХ століття
У 70-80-і роки XX ст. основою економіки стала гірнича промисловість, зокрема видобуток руд нікелю і заліза. Основна промислова галузь у цей час — видобування і виплавка нікелю. Паливно-енергетичні ресурси мінерального походження практично відсутні. В другій половині XX ст. Нова Каледонія була в першій трійці країн-лідерів з видобутку нікелю й кобальту.

## Сучасний стан
Сьогодні в країні ведеться видобуток нікелевих, кобальтових, хромових руд. При цьому Нова Каледонія є одним з провідних продуцентів нікелю у світі (поряд з Канадою, Австралією). Нікель становить 95 % від загальної вартості експорту. Латеритні нікелеві руди країни — одні з найбагатших у світі (вміст Ni до 3 %). Видобуток здійснюють відкритим способом в 4-х гірничорудних центрах: Непуї, Поро, Куауа і Тіо. Потужність кар'єрів від 500 тис. — 1 млн т («Куауа», «Поро» і «Тіо») до 1-3 млн т руди на рік («Непуї»). Попутно при переробці нікелевих руд отримують кобальт. У 2001 р. Нова Каледонія була четвертим у світі виробником нікелю і першим — феронікелю. Головний виробник нікелю — компанія Société Le Nickel (SLN).